# Herbert Wilcox
Herbert Wilcox (* 18. April 1892 in Cork, Irland; † 15. Mai 1977 in London) war ein britischer Filmproduzent und -regisseur. Obgleich er etwas im Schatten seiner Zeitgenossen Michael Balcon und Alexander Korda stand, gehörte er zu den wichtigsten Persönlichkeiten des britischen Films und es gelang ihm, sich über fast vier Jahrzehnte im Filmgeschäft zu behaupten.

## Leben
Wilcox wuchs in England auf. Nach dem Ersten Weltkrieg verkaufte er amerikanische Filme. Gemeinsam mit dem Regisseur Graham Cutts gründete er Anfang der 1920er-Jahre die Filmproduktionsgesellschaft Graham-Wilcox. Sie produzierten Filme gemeinsam mit deutschen Gesellschaften; sein Debüt als Regisseur hatte Wilcox 1923 mit dem in Deutschland produzierten Film Chu Chin Chow mit Betty Blythe in der Hauptrolle. Wilcox und Cutts setzten in ihren Filmen gezielt bereits bekannte amerikanische Schauspieler ein, um die Verkäuflichkeit ihrer Filme auf dem amerikanischen Markt zu verbessern – britische Filme standen in den 1920er-Jahren in keinem guten Ruf. 1926/27 drehte Wilcox drei Filme mit Dorothy Gish: Nell Gwynne, London und Madame Pompadour, letzterer war eine Produktion des Deutschen Ewald André Dupont.
Mit dem amerikanischen Unternehmer J. D. Williams baute er die Elstree-Studios und die British National Company auf, die später in John Maxwells British International Pictures aufging. Bereits Anfang 1929 investierte Wilcox in den Tonfilm und produzierte Black Waters, der noch vor Alfred Hitchcocks Blackmail Premiere hatte. Mit Goodnight Vienna (1932) begann Wilcox’ langjährige Arbeit mit der Schauspielerin, Sängerin und Tänzerin Anna Neagle, die er 1943 auch heiratete. Viele der gemeinsamen Filme sind Filmbiografien. 
Seinen letzten Film produzierte und drehte Wilcox 1959, seine Filmgesellschaft ging danach bankrott.
1967 veröffentlichte er seine Autobiografie Twenty-Five Thousand Sunsets.

## Filmografie (Auswahl)
Regie
- 1924: Dekameron-Nächte
- 1937: Königin Viktoria (Victoria the Great)
- 1938: Sixty Glorious Years
- 1939: Nurse Edith Cavell
- 1940: Irene
- 1941: Sunny
- 1943: Auf ewig und drei Tage (Forever and a Day)
- 1945: Die Atlantik-Brücke (I Live in Grosvenor Square)
- 1946: Schicksal von gestern (Piccadilly Incident)
- 1948: Tanz in den Frühling (Spring in Park Lane)
- 1951: Florence Nightingale – Ein Leben für den Nächsten (The Lady with a Lamp)
- 1952: Trents letzter Fall (Trent's Last Case)
- 1953: Anna von Singapur (Laughing Anne)
- 1956: Dürfen Mädchen mit 16 schon lieben? (My Teenage Daughter)
- 1958: Tatort Apartment 310 (The Man Who Wouldn't Talk)

Produzent
- 1935: Verlaß mich niemals wieder (Escape Me Never)
- 1937: Die Ratte (The Rat)
- 1953: Die Bettleroper (The Beggar's Opera)
- 1957: Yangtse-Zwischenfall (Yangtse Incident: The Story of H.M.S. Amethyst)